# Rinus van den Bosch
Marinus Wilhelmus Christiaan (Rinus) van den Bosch (Den Haag, 10 januari 1938 – aldaar, 14 april 1996) was een Nederlands beeldhouwer, fotograaf, kunstschilder en tekenaar.
Van den Bosch volgde van 1954 tot 1960 onderwijs aan de Koninklijke Academie van Beeldende Kunsten, waar hij les kreeg van Willem Schrofer. In 1967 mocht van den Bosch de Jacob Marisprijs in ontvangst nemen. Hij werd in 1971 lid van de Haagse Kunstkring.
In 2009 was in het Museum Boijmans Van Beuningen een tentoonstelling te zien met werken van Rinus van den Bosch.
Van den Bosch woonde samen met portretkunstenaar Marike Bok.